# Aster tansaniensis
Aster tansaniensis là một loài thực vật có hoa trong họ Cúc. Loài này được W.Lippert mô tả khoa học đầu tiên năm 1973.